# 勒勒
勒勒（法語：Le Rheu，法語發音：[lə ʁø]）是法国伊勒-维莱讷省的一个市镇，位于该省中部偏西，属于雷恩区和雷恩都会区，其市镇面积为18.89平方公里，2022年1月1日时人口数量为9823人。
勒勒是雷恩都会区的组成部分，是雷恩市区西部的一个卫星城。

## 行政
勒勒的邮政编码为35650，INSEE市镇编码为35240。

## 地理

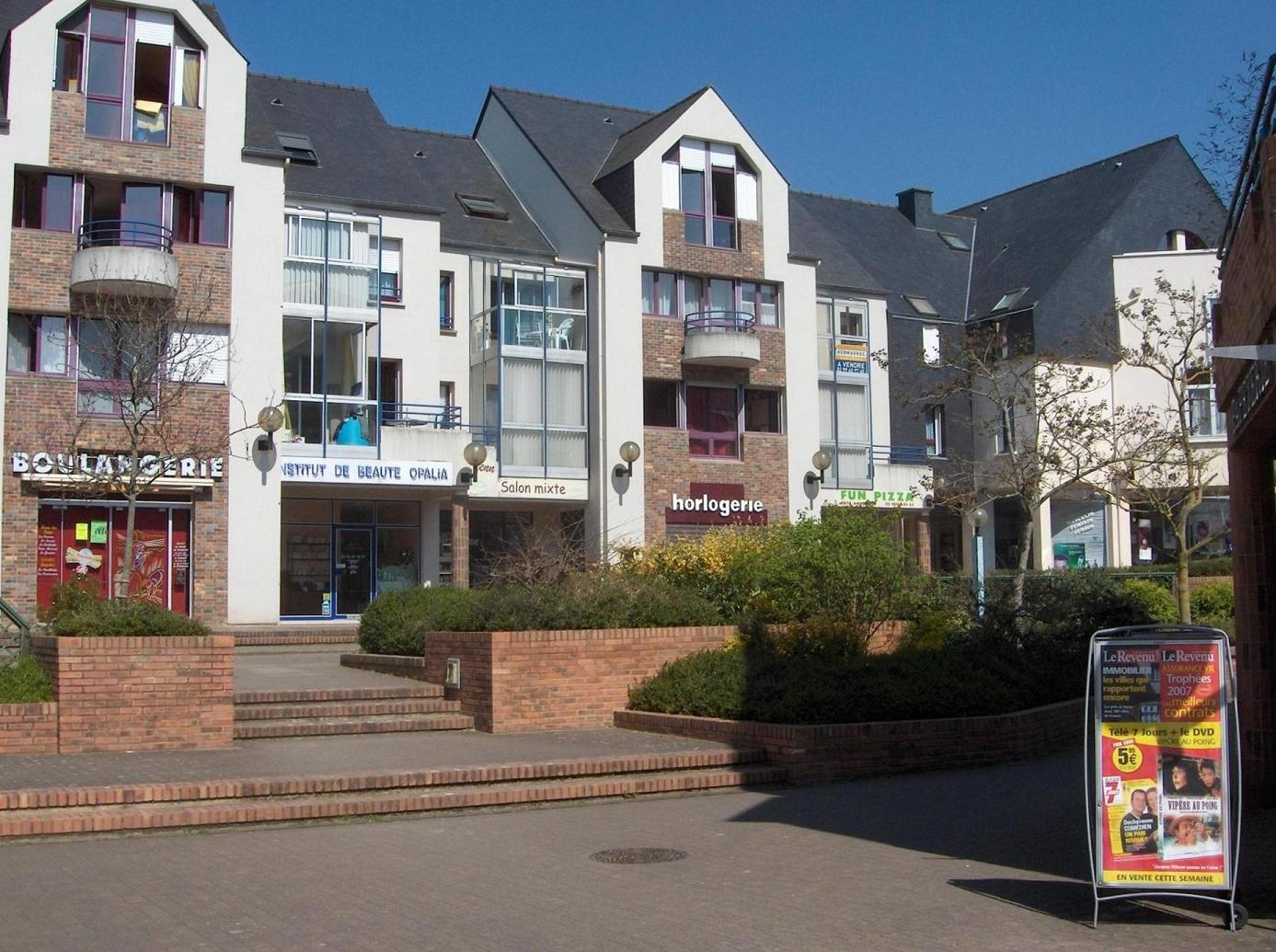
枫丹广场

勒勒（48°6'7"N, 1°47'44"W）位于法国西北部，布列塔尼大区东部和伊勒-维莱讷省中部偏西，距离省会雷恩大约10公里。
与勒勒接壤的市镇包括：雷恩、莱尔米塔日、沙瓦涅、莫尔代勒、帕塞、圣雅克德拉朗德、沃赞勒科凯。
维莱讷河自境内东部过境。
勒勒境内地势平坦，海拔在18至48米之间。
按照柯本气候分类法，勒勒属于较为典型的温带海洋性气候，全年温差较小，降水分布均匀。

## 交通
伊勒-维莱讷省省道D21线、D68线和D288线在勒勒镇中心境内交汇。雷恩公交54路、76路和快速154线经过勒勒境内并设有站点。

## 政治
现任勒勒市长为米卡埃尔·布卢（Mickaël Bouloux），他是社会党的一名成员。

## 人口
| 年份   | 1936 | 1946 | 1954 | 1962  | 1968  | 1975  | 1982  | 1990  | 1999  | 2006  | 2011  | 2016  | 2017  |
| ------ | ---- | ---- | ---- | ----- | ----- | ----- | ----- | ----- | ----- | ----- | ----- | ----- | ----- |
| 人口數 | 892  | 963  | 974  | 1,710 | 3,080 | 3,869 | 4,276 | 5,027 | 5,733 | 6,920 | 7,696 | 8,571 | 8,740 |

## 教育
勒勒境内有一所初级中学和一所高级中学。

## 友好城市
- 德国 格拉斯布伦